# Malhorne
 (février 2013).
Si vous disposez d'ouvrages ou d'articles de référence ou si vous connaissez des sites web de qualité traitant du thème abordé ici, merci de compléter l'article en donnant les références utiles à sa vérifiabilité et en les liant à la section « Notes et références ».
Malhorne est une tétralogie écrite par Jérôme Camut et publiée pour la première fois entre 2002 et 2006 chez Bragelonne. Il s'agit d'un « récit fantastique teinté d'écologie », au départ l'histoire d'un homme qui se réincarne en se souvenant de ses précédentes vies, mais qui va ensuite se développer pour remonter beaucoup plus loin dans l'histoire et la préhistoire.
Cette saga racontant l'histoire d'un être humain éternel mais mortel aux travers des différentes époques fait 2 000 pages.

## Malhorne- Tome 1 -Le Trait d'union des mondes

### résumé détaillé
Franklin Adamov est ethnologue à l'université de Baltimore. Sur l'impulsion d'un collègue qui y a détecté des preuves de vie grâce à des images satellites, il part avec lui à la recherche d'une civilisation perdue au fin fond de l’Amazonie. 
Sur place ils découvrent une statue de bois représentant un homme assis armé d’une épée médiévale. Cette statue date du XVe siècle mais présente un visage européen et sur la garde de l’épée est inscrit le mot "Malhorne". 
Arinaou, le chef des indigènes explique que l'homme représenté n'en est pas un mais qu'il s'agit de Maoré « le plus jeune et le plus vieux des Indiens (...) celui qui nous a permis de rester purs. » Il ajoute que la sculpture a été réalisée par Maoré lui-même. Durant les deux mois de son séjour dans ce village, Franklin apprend de Arinaou comment Maoré les a incités, des siècles plus tôt (vingt vies d'hommes), à s'enfoncer de plus en plus dans la forêt vierge plutôt qu'affronter les hommes blancs venus coloniser leurs terres. Il affirme ensuite que Maoré est parti mais qu'il reviendra. Franklin, à force de réflexion, comprend que "Maoré" est la déformation phonétique de "Malhorne".
De retour à Baltimore, il donne une conférence et rencontre une journaliste, Tara, qui s'intéresse à sa découverte. Il est également contacté par Karl Spencer, membre d'une fondation appartenant à un riche financier, qui lui offre des moyens illimités pour les travaux qu'il effectuera sur la statue. Franklin refuse dans un premier temps, mais Spencer lui montre alors des photos d'une statue similaire à celle découverte en Amazonie, mais datant du XVIIIe siècle. Cette seconde statue est faite de pierre noire et a été trouvée dans une île du Pacifique durant la seconde guerre mondiale. Sur la garde de son épée apparaît le mot "Malhorne".
Franklin accepte alors l'offre et rejoint la fondation Prométhée. Il y rencontre l'archéologue Stacey Revel avec qui il sympathise rapidement alors que ses relations avec le colonel Spencer s'avèrent de plus en plus compliquées.
Les deux statues sont enlevées de leur site respectif et emportées dans les bâtiments de la fondation.
En les étudiant, Stacey et Franklin découvrent que sous le nom de Malhorne a été gravée puis effacée la phrase « Sum cohaerentia mondorum » qui signifie « je suis le trait d'union des mondes. » De plus, la forme particulière de l'arrière des deux statues les amène à penser qu'il en existe sept en tout qui, mises dos à dos, devraient former un cercle.
La fondation lance alors des recherches par toutes les voies possibles et une propriété Malhorne appartenant à un certain Julian Stark est localisée en Louisiane. La fondation y trouve une troisième statue ainsi qu'une nécropole renfermant une vingtaine de squelettes. Les scientifiques remarquent que leurs vêtements partent d'une époque ancienne et se terminent par un style contemporain, couvrant donc la même période que les statues.
Julian Stark est retrouvé dans une clinique psychiatrique mais semble ne plus avoir de raison. Grâce à un manuscrit et une partition musicale originale de Stark transmis par le directeur de la clinique, les quatre autres statues sont localisées en France, au Tibet, en Irlande et en Russie. Des agents sont envoyés à leur recherche et Spencer missionné pour ramener Stark à la fondation, mais celui-ci a quitté la clinique psychiatrique. Franklin en est rendu responsable et renvoyé.
Stark recontacte bientôt Franklin avant d'accepter de rejoindre les bâtiments de la fondation où il raconte alors sa vie, ou plutôt ses vies. Malhorne est éternel mais pas immortel. Chaque fois qu'il meurt son âme ou son esprit se réincarne en un enfant à naître mais il ne retrouve la mémoire de ses existences passées que lors de sa première relation sexuelle. 
Ainsi peut-il se remémorer des vies fauchées très tôt, avant même d'avoir pu retrouver ses souvenirs, et donc en enchaîner plusieurs avant de trouver son « identité malhorienne » faute d'avoir connu l'acte charnel.
Malhorne explique avoir laissé avec ces statues des traces de ses vies tout au long de son histoire et des lieux rencontrés afin de posséder des preuves à opposer aux sceptiques lorsque viendrait le temps de raconter son expérience unique.
La fondation envisage finalement, après avoir inséminé des femmes avec la semence de Malhorne, de mettre fin à ses jours pour obtenir la dernière preuve, irréfutable, de sa réincarnation. Les scientifiques veulent maîtriser cette réincarnation en la prévoyant et en mettant sur le chemin de l'âme ou l'esprit de Malhorne une jeune vie sur laquelle se fixer.
Franklin est le seul à s'y opposer et il réussit à emporter l'enfant, une petite fille dans laquelle Malhorne s'est réincarné après s'être suicidé au moment qu'il savait propice à leur évasion.
Franklin rejoint un groupe d'individus qui se sont regroupés à l'appel mental de Malhorne près de la fondation. Ils se réfugient tous en Amazonie avec la fillette.

## Sources utilisées
- (fr) Jérôme Camut, Malhorne Le trait d'union des mondes, Bragelonne, 2004

1. ↑  chap. 3.
2. ↑  chap. 6.
3. ↑  chap. 11.
4. ↑  chap. 18.
5. ↑  chap. 63.